# Linda McCartney
Linda Louise, Lady McCartney (født 24. september 1941 i Scarsdale, Westchester County, New York, død 17. april 1998 i Tucson, Arizona) var en amerikansk fotograf og musiker.
Hun fotograferede rockmusikere og kom også til at fotografere til The Beatles' dobbeltalbumm The White Album. 12. marts 1969 blev hun gift med Paul McCartney fra denne gruppe. Efter opløsningen af The Beatles blev hun fast medlem af sin mands nye band, Wings til trods for, at hun ikke havde erfaring som musiker. Hun sang kor og spillede keyboard.
Linda McCartney havde et barn fra sit tidligere ægteskab, Heather. Sammen med Paul fik hun yderligere tre børn. Den mest kendte af børnene er nok modedesigneren Stella McCartney. Hun blev desuden kendt som dyreaktivist og fik udgivet vegetariske kogebøger foruden fotobøger. I 1995 blev hun diagnosticeret med brystkræft, og hun døde af denne sygdom 56 år gammel i 1998.